# Neobisium vjetrenicae
Neobisium vjetrenicae är en spindeldjursart som beskrevs av Hadzi 1932. Neobisium vjetrenicae ingår i släktet Neobisium och familjen helplåtklokrypare. Inga underarter finns listade i Catalogue of Life.